# Yulia Paievska
Yuliia "Taira" Paievska (en ucraniano: Ю́лія Гео́ргіївна Пає́вська, romanizado: Yuliia Heorhiivna Paievska; a veces escrito como "Yulia Paevska") es una médica ucraniana que fundó el cuerpo de ambulancias voluntarias "Los ángeles de Taira" durante la guerra ruso-ucraniana. Fue capturada y encarcelada por soldados rusos el 16 de marzo de 2022 y liberada el 17 de junio de 2022. Se convirtió en un símbolo de valentía y sacrificio según el New York Times.
Paievska trabajó como médica voluntaria callejera durante las protestas de Euromaidan en 2013, y algún tiempo después como formadora en medicina táctica en el frente en Donbass desde 2014 hasta 2018, donde fundó "Los ángeles de Taira", a quienes se les atribuye haber salvado cientos de vidas, tanto de civiles, como de soldados ucranianos, de militantes separatistas y también soldados rusos. Sirvió en el ejército ucraniano como jefa de un hospital militar en Mariupol desde 2018 hasta 2020, cuando fue retirada del servicio pero continuó trabajando como médica voluntaria.
Paievska documentó su trabajo a principios de 2022 durante el asedio de Mariupol a través de una cámara corporal, sacando de contrabando el vídeo con la ayuda de un oficial de policía local y de reporteros internacionales el 15 de marzo de 2022. Al día siguiente, Paievska y el conductor de su ambulancia fueron capturados por Rusia mientras prestaban asistencia a un civil herido que huía del ataque aéreo en el teatro Mariupol. Desde entonces, aparece en vídeos de propaganda rusa, que la acusan de asociarse con los nazis y cometer crímenes.
Paievska, residente de Kiev, fue criada por su abuelo, un veterano soviético condecorado de la Segunda Guerra Mundial que había luchado en el asedio a Leningrado. Antes de la guerra, Paievska trabajaba como diseñadora, entrenadora de aikido y médica voluntaria. Fue presidenta de la Federación de Aikido "Mutokukai-Ucrania". Paievska resultó herida durante su período de servicio, por lo que fue necesario reemplazarle ambas caderas y como resultado de ello tiene una discapacidad parcial. Estaba previsto que fuera la única mujer miembro del equipo de los Juegos Invictus 2020 de Ucrania, compitiendo en tiro con arco y natación, pero su captura por parte del ejército ruso le impidió hacerlo. Su hija compitió en su lugar y ganó una medalla de bronce en tiro con arco.

## Trayectoria
Yulia nació en Kiev, Ucrania, y fue criada por su abuelo, Kostiantyn Chubukov, que fue oficial de inteligencia en las Fuerzas Aéreas soviéticas durante la Segunda Guerra Mundial y sobrevivió al asedio de Leningrado. Chubukov recibió la Orden de Lenin y la Orden de la Bandera Roja, entre otras condecoraciones. Al jubilarse en la década de 1950, Chubukov se mudó a Kiev y construyó la casa en la que nacieron sus hijos y nietos. Paievska se interesó por la medicina desde niña y trabajó bajo la tutela de la enfermera de su escuela, que había trabajado como médica en la Segunda Guerra Mundial y que le enseñó a Paievska a hacer y aplicar vendajes y torniquetes.
Era una ceramista experimentada, y trabajaba como diseñadora. También tenía 20 años de experiencia como entrenadora de aikido, y fue presidenta de la Federación de Aikido "Mutokukai-Ucrania".  El trabajo de Paievska como entrenadora de aikido la llevó a estudiar medicina, porque, según sus palabras, el deporte y las lesiones eran inseparables. Trabajó como médica a tiempo parcial como parte del servicio médico de ASAP Rescue (Reino Unido).

## La guerra ruso-ucraniana y los "ángeles de Taira"
En 2013, se unió a las protestas de Euromaidán como médica voluntaria, y fue allí donde adoptó su nombre de guerra, "Taira".    Comenzó brindando atención médica a los manifestantes heridos por armas de fuego en la calle Hrushevsky en su Kiev natal, y decidió posteriormente permanecer en primera línea con otros voluntarios de ideas afines. Enseñó medicina táctica en campos de entrenamiento militar y, más tarde, en el frente. 
Tras el estallido de la guerra ruso-ucraniana en 2014, Paievska prestó servicios como médica y formadora voluntaria en el este de Donbas, donde permaneció hasta 2018.  Trabajó como enlace entre civiles y militares en ciudades de primera línea que carecían de personal médico. Durante su primer año en Donbas, formó un cuerpo de ambulancias voluntarias que atendieron a víctimas civiles y militares, al que se denominaba los  "Ángeles de Taira".    A Paievska se le atribuye la capacitación de más de 100 médicos, y a los Ángeles de Taira se les atribuye haber salvado a cientos de civiles y militares heridos de ambos lados del conflicto. 
Durante su gira de cuatro años en Donbas, Paievska sirvió a lo largo y ancho del frente, incluso en Shchastia, Popasna, Zolote, Avdiivka, Svitlodarsk y Shyrokyne,  tratando tanto a civiles, como a soldados ucranianos y a militantes separatistas.
En 2017, apareció en el documental Invisible Battalion, que relata la historia de seis mujeres que luchan en la guerra ruso-ucraniana en Donbass.
En 2018 se unió al ejército ucraniano.  Su unidad se desplegó en Mariupol,  donde comandaba el 61.º Hospital Móvil.
En enero de 2019, David Gauvey Herbert entrevistó a Paievska para Bloomberg News, describiéndola como una exmiembro de Right Sector, un destacado grupo ultranacionalista. Herbert informó que Paievska había abandonado el Right Sector en medio de luchas internas.

## Vídeo con cámara corporal
En 2021, Paievska recibió una cámara corporal para participar en una serie documental sobre personas inspiradoras producida por el Príncipe Harry, fundador de los Invictus Games. Usó la cámara corporal para documentar la situación de civiles y soldados heridos en Mariupol. Entre el 6 de febrero de 2022 y el 10 de marzo de 2022, grabó 256 gigabytes de vídeo en una tarjeta de datos del tamaño de una miniatura. El vídeo muestra a Taira y sus "ángeles" proporcionando tratamiento médico tanto a civiles ucranianos como a soldados rusos durante el asedio de Mariupol. El 15 de marzo, Paievska, con la ayuda de un agente de policía que hizo de intermediario, entregó la tarjeta de datos a periodistas de Associated Press, que la introdujeron de contrabando a través de 15 puestos de control rusos desde Mariupol hacia territorio controlado por Ucrania.

## Captura y liberación
El 16 de marzo de 2022, Paievska y el conductor de su ambulancia, Serhiy, fueron capturados y encarcelados por Rusia. Según su hija, Paievska y su conductor estaban en una ambulancia en un corredor humanitario de camino para prestar asistencia en los intentos de rescate tras el ataque aéreo en Mariupol. Se detuvieron para atender a un civil herido que huía y fueron capturados por soldados rusos.  Ella tenía 52 , o 53  años en aquel momento.
El 21 de marzo, una estación de noticias rusa anunció la captura de Paievska y transmitió un video que la mostraba, "atontada y demacrada", leyendo una declaración pidiendo el fin de los combates. Apareció en la cadena rusa NTV y en cadenas de televisión de la región separatista de Donetsk, esposada y con el rostro magullado. Rusia ha utilizado a Paievska en vídeos de propaganda y la ha retratado falsamente como autora de crímenes y asociada con "nazis" y el Batallón Azov, aunque el hospital militar que dirigió no está afiliado a dicho batallón. 
Paievska era considerada como un "premio" por Rusia debido a su gran reputación en Ucrania como estrella del atletismo que entrenó a la fuerza médica voluntaria del país. El gobierno de Ucrania trató de obtener la liberación de Paievska como parte de un intercambio de prisioneros, pero Rusia inicialmente rechazó la solicitud, negando tenerla retenida. Los partidarios de Paievska que abogaban por su liberación iniciaron una campaña con el hashtag "#SaveTaira". 
El 17 de junio de 2022, el presidente ucraniano Volodymyr Zelenskyy anunció la liberación de Paievska por las fuerzas rusas en un discurso en video nacional.    En un vídeo al día siguiente, Paievska agradeció a Zelenskyy por organizar su liberación.   Los ucranianos celebraron su liberación.  En su declaración contó que los prisioneros de guerra ucranianos estaban recluidos en condiciones terribles, similares a las de los campos de concentración nazis. A los presos se les negaba cualquier información sobre sus familias, tratamiento médico y paquetes de alimentos. Los prisioneros creían que Ucrania había dejado de existir como estado independiente. Paievska contó que no le habría sorprendido terminar en un Gaswagen y que no era una broma.

## Lesiones e Invictus Games
Paievska resultó herida durante su período de servicio y fue necesario reemplazarle ambas caderas con endoprótesis de titanio, lo que la dejó parcialmente discapacitada. 
Se unió al equipo ucraniano para los Juegos Invictus 2020 en los Países Bajos, una competición atlética para veteranos discapacitados.Lo hizo con la idea de inspirar a los soldados heridos que había tratado, con la esperanza de que ellos también se unieran a los Juegos después de recuperarse de sus heridas. Era la única mujer del equipo ucraniano,  e iba a competir en tiro con arco y natación.
Debido a su captura, Paievska no pudo competir. La hija de Paievska, Anna-Sofia Puzanova, de 19 años, compitió en su lugar y ganó una medalla de bronce en tiro con arco.  Durante los Juegos, la hija de Paievska se reunió con el príncipe Harry, fundador de los Invictus Games, y su esposa Meghan Markle, para hablar sobre el cautiverio de su madre. 

## Premios y reconocimientos

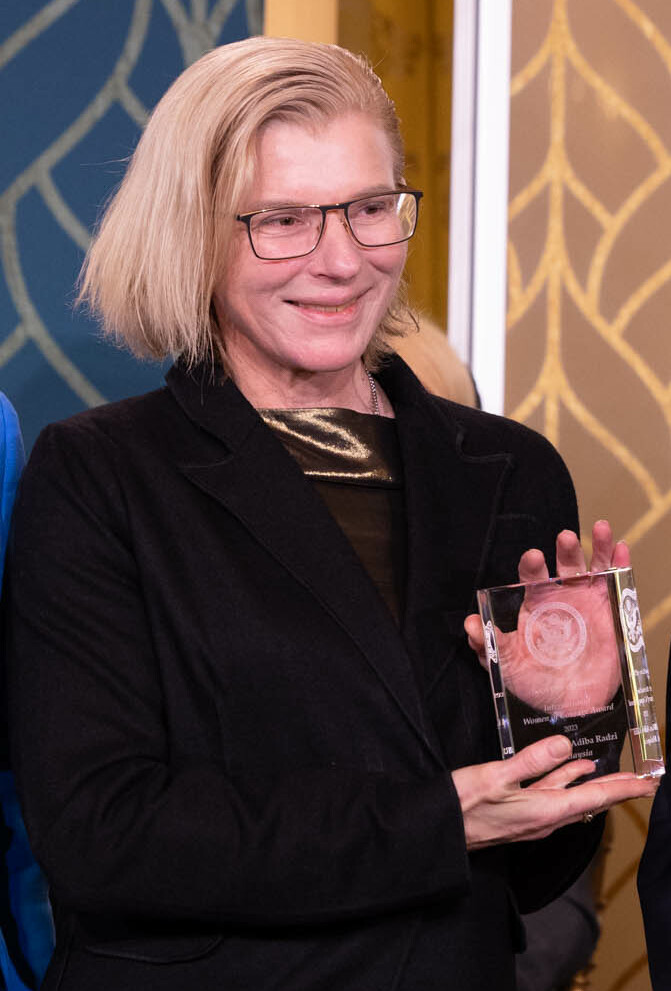
Yuliia Paievska con el Premio Internacional Mujeres de Coraje 2023

- Orden de los Héroes del Pueblo de Ucrania[2][5][10]
- Defensora de la Patria[5]
- Insignia de Honor[5]
- Medalla al mérito de las Fuerzas Armadas de Ucrania[5]
- Medalla de Asistencia a las Fuerzas Armadas de Ucrania[5]
- BBC 100 Women, 2022[22]
- Premio Internacional a las Mujeres Coraje
- Women of Europe Awards - Woman in Action Award 2023 [23]